# Argutencyrtus
Argutencyrtus is een geslacht van vliesvleugeligen uit de familie Encyrtidae. De wetenschappelijke naam van dit geslacht is voor het eerst geldig gepubliceerd in 1974 door Prinsloo & Annecke.

## Soorten
Het geslacht Argutencyrtus is monotypisch en omvat slechts de volgende soort:
- Argutencyrtus luteolus Prinsloo & Annecke, 1974